# Anoba flavilinea
Anoba flavilinea là một loài bướm đêm trong họ Erebidae.